# Thiaroye
Thiaroye (o Tiaroye) es una localidad de Senegal, situada en la periferia de Dakar, al sur de la península de Cabo Verde, entre Pikine y Rufisque.
En realidad, desde la reforma de 1996, numerosas comunas llevan el nombre, como Thiaroye-Gare, Thiaroye-sur-Mer y Thiaroye-Kao (o Djiddah Thiaroye Kao).

## Historia

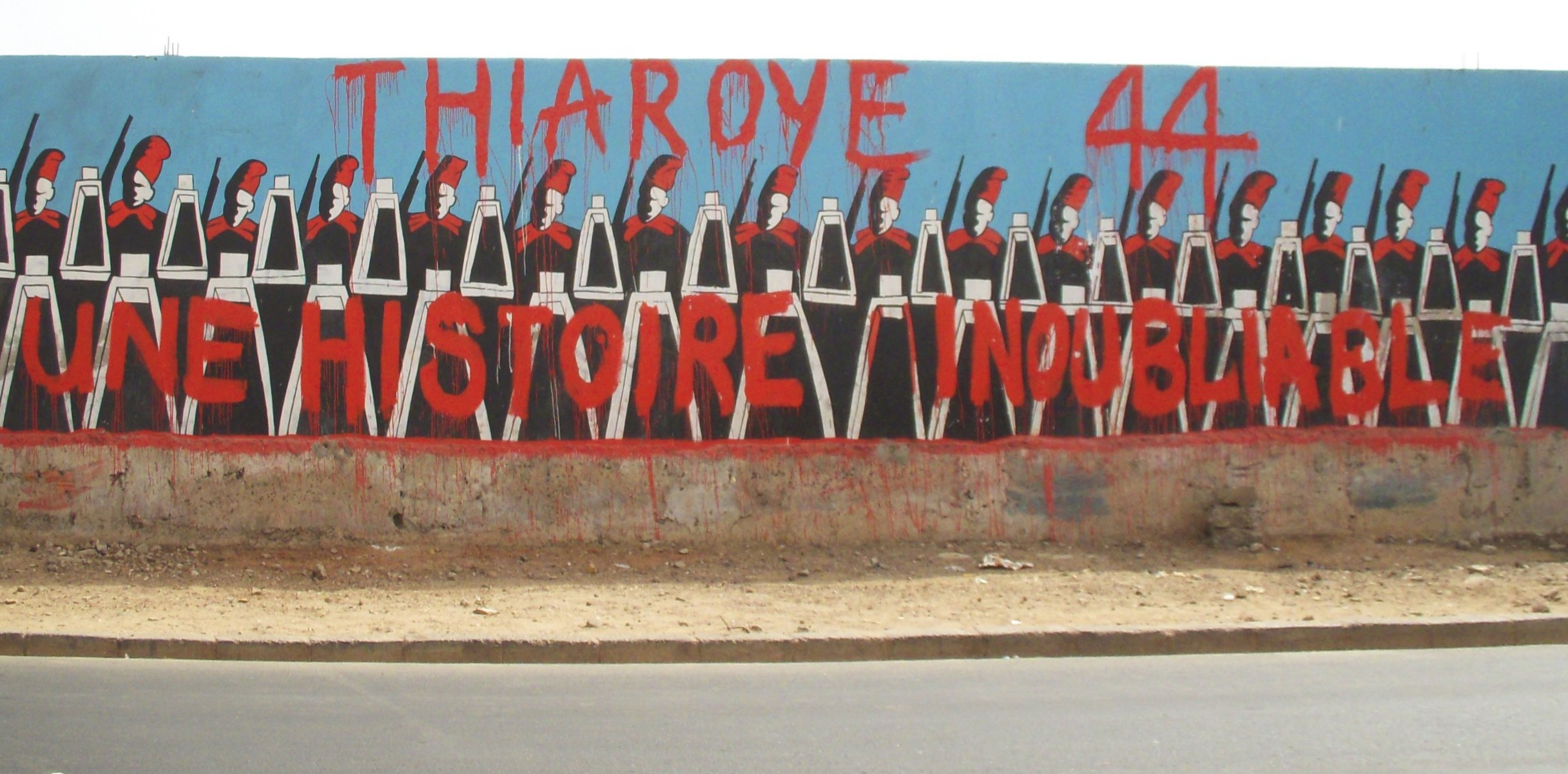
Fresco mural en Dakar conmemorativo de la masacre de Thiaroye en 1944.

La villa de Thiaroye (pronunciado tia-roi o tia roïe) fue fundada hacia 1800. El episodio más conocido de la historia de Thiaroye es el de la masacre de soldados africanos desmovilizados tras la Segunda Guerra Mundial por las tropas del ejército francés.
Durante la Segunda Guerra Mundial, 1.280 soldados africanos provenientes de diferentes orígenes del África Occidental Francesa, comúnmente llamados tirailleurs senegaleses, fueron agrupados en un campo de tránsito a unos quince kilómetros de Dakar. Habiendo combatido durante la ofensiva alemana de mayo a junio de 1940, la mayor parte habían sido hechos prisioneros por Alemania en Francia, siendo empleados como trabajadores forzados en fábricas de armamento. Siendo parte de los primeros prisioneros liberados, fueron rápidamente desmovilizados, sin que se hubiera solucionado ni ofrecido un acuerdo sobre sus indemnizaciones ni pensiones. En el campo se produjo una manifestación reivindicando sus derechos. El general Dagnan, de acuerdo con su superior, el general Boisboissel, decidió realizar una demostración de fuerza enviando a los gendarmes franceses reforzados por destacamentos de soldados locales y varios blindados. Tras dos horas y media de discusiones, la orden de abrir fuego fue dada, lo que provocó treinta y cinco muertos y otros tantos heridos graves, más cientos de heridos leves. Inmediatamente, tres cientos de antiguos tirailleurs fueron tomados del campo para ser enviados a Bamako.
Esta masacre provocó la toma de conciencia sobre el estado de desigualdad profunda en el que el colonizador mantenía a las poblaciones locales. Su recuerdo se ha mantenido en la memoria de los senegaleses desde entonces.

## Administración

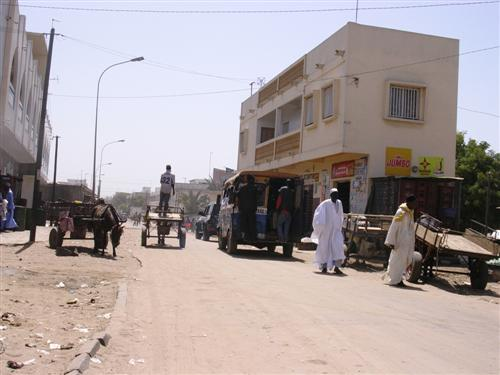
Una calle de Thiaroye.

Las comunas forman parte del arrondissement de Thiaroye en el Departamento de Pikine (región de Dakar).

## Geografía
Las localidades más próximas de Thiaroye-Gare son Pikini-Bougou, Nimzat, Yeumbeul, Thiaroye Kao, Diaksaw y Darou Rahmane.  
Las localidades más próximas de Thiaroye-sur-Mer (a vista de pájaro) son Bel-Air, Hann-Montagne, Pikine, Guinaw-Rails, Tivaouane, Diammagueun, Mbaw Gou Ndaw y Gorea.
Las localidades más próximas de Thiaroye-Kao son Tiaroye-Gare, Yeumbeul, Boun y Darou Rahmane.

## Demografía
Durante el censo de 2002, la población de Thiaroye-Gare se elevaba a 21.873 habitantes, la de Thiaroye-sur-Mer a 36.602, y la de Thiaroye-Kao a 90.586.
En 2007, según las estimaciones oficiales, estas comunas contaban respectivamente con 24.867, 41.612 y 102.985 habitantes.

## Filmografía
- (en francés) Ousmane Sembène, Camp de Thiaroye, largometraje en color, 1988, 147'
- (en francés) Thiaroye sur Mer, entre l'océan et les industries, documental, 1998, 13'
- (en francés) Barcelone ou la mort, documental sobre la migración clandestina, Idrissa Güiro, France, 2007, 52'